# John Hay
John Hay (n. 8 octombrie 1838 - d. 1 iulie 1905) a fost un politician american, Secretar de Stat al Statelor Unite între 1898 și 1905.]
Născut în Indiana,într-o familie anti-sclavie care s-a mutat la Warsaw, Illinois.
Când era tânăr, Hay a arătat un mare potențial, iar familia sa l-a trimis la Universitatea Brown. După absolvirea în 1858, Hay a citit legea în biroul unchiului său din Springfield, Illinois, adiacent celui al lui Lincoln.  Hay a lucrat pentru campania prezidențială de succes a lui Lincoln și a devenit unul dintre secretarii săi privați la Casa Albă.  Pe tot parcursul războiului civil american, Hay a fost aproape de Lincoln și i-a stat lângă patul de moarte după ce președintele a fost împușcat la Teatrul Ford. Pe lângă celelalte opere ale sale literare, Hay a scris împreună cu John George Nicolay o biografie în mai multe volume a lui Lincoln, care a contribuit la modelarea imaginii istorice a președintelui asasinat.
După moartea lui Lincoln, Hay a petrecut câțiva ani la posturi diplomatice în Europa, apoi a lucrat pentru New-York Tribune sub conducerea lui Horace Greeley și Whitelaw Reid. Hay a rămas activ în politică, iar din 1879 până în 1881 a fost secretar de stat adjunct.  Ulterior, s-a întors în sectorul privat, rămânând acolo până când președintele McKinley, al cărui susținător important, l-a numit ambasador în Regatul Unit în 1897. Hay a devenit secretar de stat în anul următor.
Hay a servit timp de aproape șapte ani ca secretar de stat sub președintele McKinley și, după asasinarea lui McKinley, sub Theodore Roosevelt. Hay a fost responsabil pentru negocierea Politicii Ușii Deschise, care a menținut China deschisă la comerț cu toate țările pe o bază egală, cu puteri internaționale. Prin negocierea Tratatului Hay-Pauncefote cu Regatul Unit, a Tratatului Hay-Herrán (în cele din urmă neratificat) cu Columbia și, în cele din urmă, a Tratatului Hay-Bunau-Varilla cu noua Republică independentă Panama, Hay a deschis și calea pentru construirea  Canalului Panama.